# Jan Štohanzl
Jan Štohanzl (* 20. března 1985 v Třebíči) je bývalý český fotbalový záložník, od července 2016 působící v FC Zbrojovka Brno, posléze i v dalších týmech. Mimo Česko působil na klubové úrovni v Indii, Německu či Rakousku. Je ofenzivním typem záložníka, může nastoupit ve středu i na kraji pole.

## Klubová kariéra
Svoji fotbalovou kariéru začal v klubu TJ Slavoj TKZ Polná, odkud v průběhu mládeže zamířil do Vysočiny Jihlava. V létě 2004 se propracoval do prvního týmu. V sezoně 2004/05 s klubem postoupil do 1. ligy. V lednu 2006 přestoupil do mužstva FK Teplice, odkud se v zimním přestupovém období ročníku 2008/09 vrátil na hostování zpět do Jihlavy.

### Bohemians 1905
V létě 2009 mu skončilo hostování ve Vysočině a smlouva v Teplicích a podepsal kontrakt s celkem Bohemians 1905 (nyní Bohemians Praha 1905). V klubu byl velmi oblíben fanoušky. Podzim sezóny 2009/10 ho v dresu Bohemians zastihl v dobré formě, hned se zabydlel v základní sestavě, navíc se z pozice středopolaře stal nejlepším podzimním střelcem týmu. Největší pozornost na sebe upoutal v šestém kole (29. srpna 2009), kdy výstavním gólem (šlo o jediný, vítězný gól utkání) ze 45 m rozhodl v poslední minutě o výhře Bohemians na půdě Mladé Boleslavi. V dresu Bohemians odehrál celkem 52 utkání, ve kterých nastřílel devět branek.

### FK Mladá Boleslav
Do Mladé Boleslavi nakonec v červenci 2011 přestoupil. V první polovině ročníku 2014/15 působil na hostování v indickém mužstvu Mumbai City FC. S Boleslaví se představil ve 2. předkole Evropské ligy UEFA 2014/15 proti bosenskému týmu NK Široki Brijeg. V srpnu 2015 do léta 2016 hostovat v pražské Slavie. Celkem za Boleslav odehrál 83 utkání, ve kterých dal osm gólů.

### Mumbai City FC (hostování)
Na podzim 2014 zamířil hostovat do tehdy nově zformované indické ligy Indian Super League, kde byl draftován klubem Mumbai City FC z 2. kola. Nasbíral celkem 6 individuálních cen udělovaných po zápasech a po sezoně dostal ocenění pro nejaktivnějšího hráče indické superligy. Za Mumbai branku ve 13 střetnutích nevsítil.

### SK Slavia Praha (hostování)
V létě 2015 vypadl ze sestavy Ml. Boleslavi a v srpnu šel hostovat do SK Slavia Praha. V minulosti se vyjádřil, že by tento klub jakožto fanda rivala AC Sparta Praha dokázal odmítnout. V dubnu 2016 byl přesunut do juniorky. V dresu Slavie si připsal 10 startů, síť v nich nerozvlnil.

### FC Zbrojovka Brno
Před sezonou 2016/17 po návratu z hostování do FK Mladá Boleslav přestoupil do moravského prvoligového mužstva FC Zbrojovka Brno, kde podepsal dvouletý kontrakt.

### Další kluby
Následně v roce 2017 přestoupil do FC MAS Táborsko. Posléze rok působil v FC Oberlausitz Neugersdorf a v roce 2019 nastoupil do SK Aritma Praha, kde působil až do roku 2022, kdy přestoupil do SK Slavoj Polná. V Aritmě Praha také získal civilní zaměstnání.

## Reprezentační kariéra
Štohanzl reprezentoval Českou republiku v mládežnických týmech U19 a U21.